# Eupleura muriciformis
Eupleura muriciformis es un molusco gasterópodo de la familia Muricidae. Este molusco marino es carnívoro, alimentándose de otros moluscos, como las demás especies de esta familia.

## Clasificación y descripción
La especie Eupleura muriciformis llega a medir hasta 40 mm de longitud total. La concha es de color blanco ceroso hasta azul grisáceo o con algunas manchas obscuras.

## Distribución
E. muriciformis se distribuye en la costa oriental del océano Pacífico, desde el Golfo de California hasta el Ecuador.

## Hábitat
El gasterópodo Eupleura muriciformis es común en las áreas cercanas a la costa.

## Estado de conservación
No se encuentra en ninguna categoría de protección, ni en la Lista Roja de la IUCN (International Union for Conservation of Nature) ni en CITES (Convención sobre el Comercio Internacional de Especies Amenazadas de Fauna y Flora Silvestres).